# Giovanni Ferri de Saint-Constant
Giovanni Ferri de Saint-Constant (Fano, 31 ottobre 1755 – Fano, 15 luglio 1830) è stato un saggista poligrafo italiano.

## Biografia
Nato a Fano nel 1755 fu letterato poligrafo, erudito eclettico. Visse a lungo a Parigi che fu costretto ad abbandonare nel 1793 a causa della radicalizzazione della Rivoluzione. Fino al 1796 visse a Londra e, nel 1799, grazie all'avvento di Napoleone, poté tornare in Francia. Nel 1809 fu nominato Rettore dell'università di Angers. Grazie all'efficace lavoro svolto ad Angers Ferri de Saint-Constant fu inviato nel 1811 a Roma in qualità di Rettore dell'università la Sapienza con il compito di riorganizzare l'ordinamento degli studi e adeguarlo al sistema francese.
Con la Restaurazione pontificia del 1814 Ferri perse l'incarico universitario e non riuscì a riottenerlo né in Italia né in Francia.  
Morì a Fano nel 1830.